# Делтапланеризъм
Делтапланеризмът е въздушен спорт, в който човек лети в леко и немоторизирано летящо средство, наречено делтаплан.
Повечето съвременни делтапланери са изработени от дуралуминиева или композитна рамка, покрита със синтетичен плат („дакрон“, „рипстоп“ или „майлар“), за да се образува крило. Излитането и кацането се извършва с краката на пилота. При летене пилотът седи в сбруя, висяща от корпуса, и управлява чрез изместване на положението на своето тяло в посока обратна на рамката за управление, като така се осъществява контрол на скоростта и посоката на полета. Могат да бъдат използвани и други устройства за управление на полета, подобни на тези използвани за управление на модерните самолети.
В ранните дни на спорта делтапланеристите трябваше да използват за начало на полета малки хълмове и немного добри делтапланери. Въпреки това модерните технологии дават на делтапланеристие възможността да се издигат в продължение на часове, да достигнат хиляди метри надморска височина, използвайки термични възходящи потоци, да изпълняват висш пилотаж, и да се правят разходки, които могат да достигнат стотици километри. Федерацията Fédération Internationale Aéronautique и националните авио служби, контролират някои от ограниченията на делтапланеризма. Проучването на препоръки за безопасността на полетите е силно препоръчително.

## България
Един от основателите на делтапланеризма в България е пилотът и инструктор Румен Иванов. Собственик е на най-голямата фабрика за производство на делтапланери в страната – „Авио Делта“, днес „Авио Дизайн“ ЕООД в гр. Казанлък, която проектира и произвежда делтапланери, мотоделтапланери и леки самолети, за цял свят. Председател е на Казанлъшкия клуб по делтапланеризъм още преди 1989 г. През 2019 г. загива в авиоинцидент край Мъглиж.
През последните години в България са констатирани инциденти и смъртни случаи с делтапланери.